# Agarista
Agarista je rod rostlin z čeledi vřesovcovité. Jsou to opadavé nebo stálezelené dřeviny s jednoduchými listy a pětičetnými květy. Rod zahrnuje 30 druhů a je rozšířen v Americe od jihovýchodu USA po Argentinu. Někdy jsou do rodu Agarista řazeny i druhy afrického rodu Agauria.

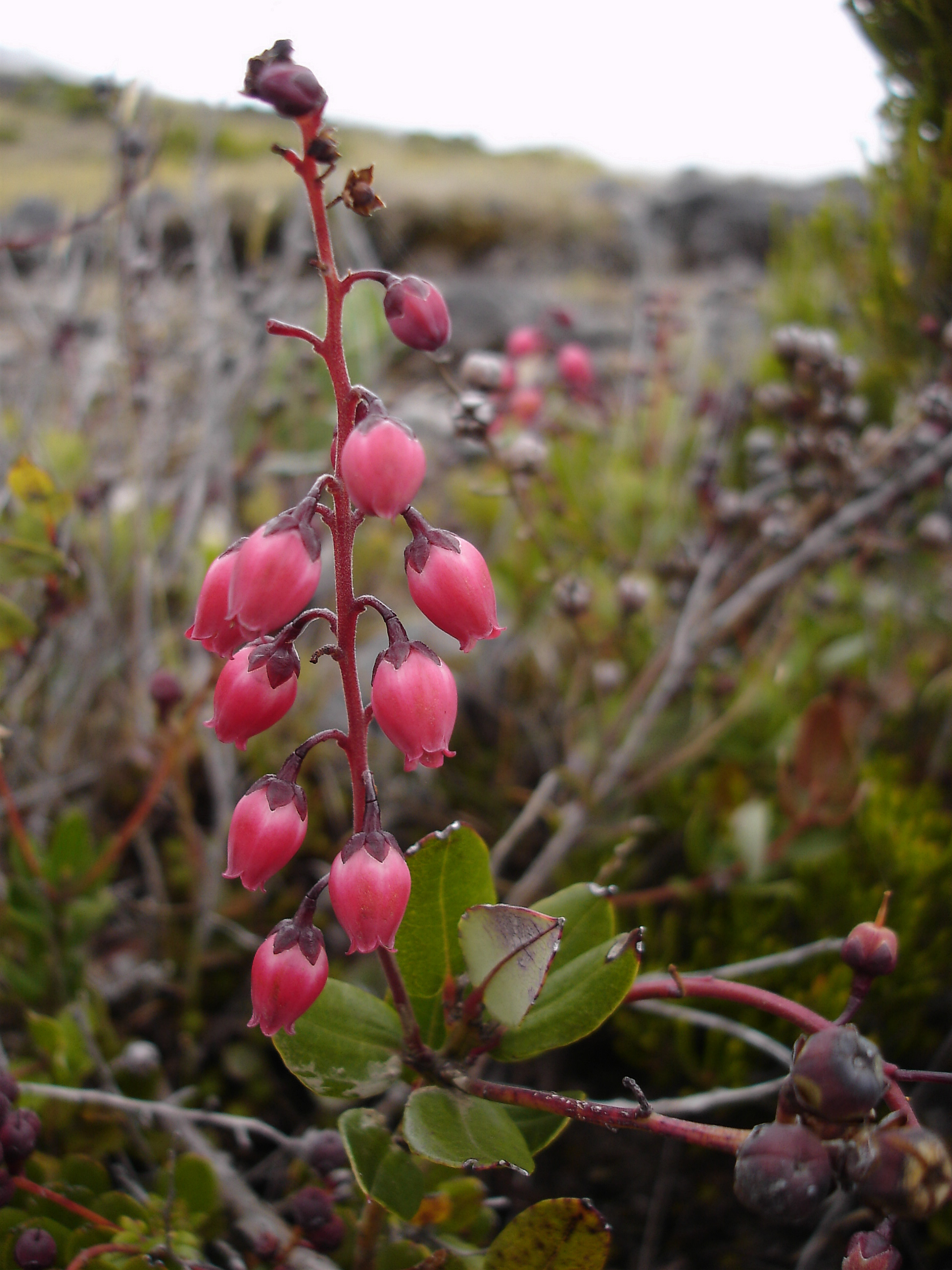
Kvetoucí Agauria (Agarista) buxifolia z Madagaskaru a Reunionu

## Popis
Zástupci rodu Agarista jsou pozemní, stálezelené nebo řidčeji opadavé keře a stromy. Listy jsou jednoduché, střídavé, téměř vstřícné nebo nahloučené v přeslenech po 3, kožovité, řapíkaté. Čepel listů je celokrajná nebo na okraji zvlněná nebo pilovitá, se zpeřenou žilnatinou. Květy jsou pětičetné, často vonné, stopkaté, uspořádané v koncových nebo úžlabních hroznech či latách. Kališní lístky jsou trojúhelníkovité, na bázi srostlé. Koruna je bílá nebo červená, válcovitá až baňkovitá, zakončená krátkými korunními cípy. Tyčinek je 10. Semeník nese jednoduchou čnělku a obsahuje 5 komůrek. Plodem je kulovitá pouzdrosečná tobolka obsahující mnoho velmi drobných, hnědých semen.

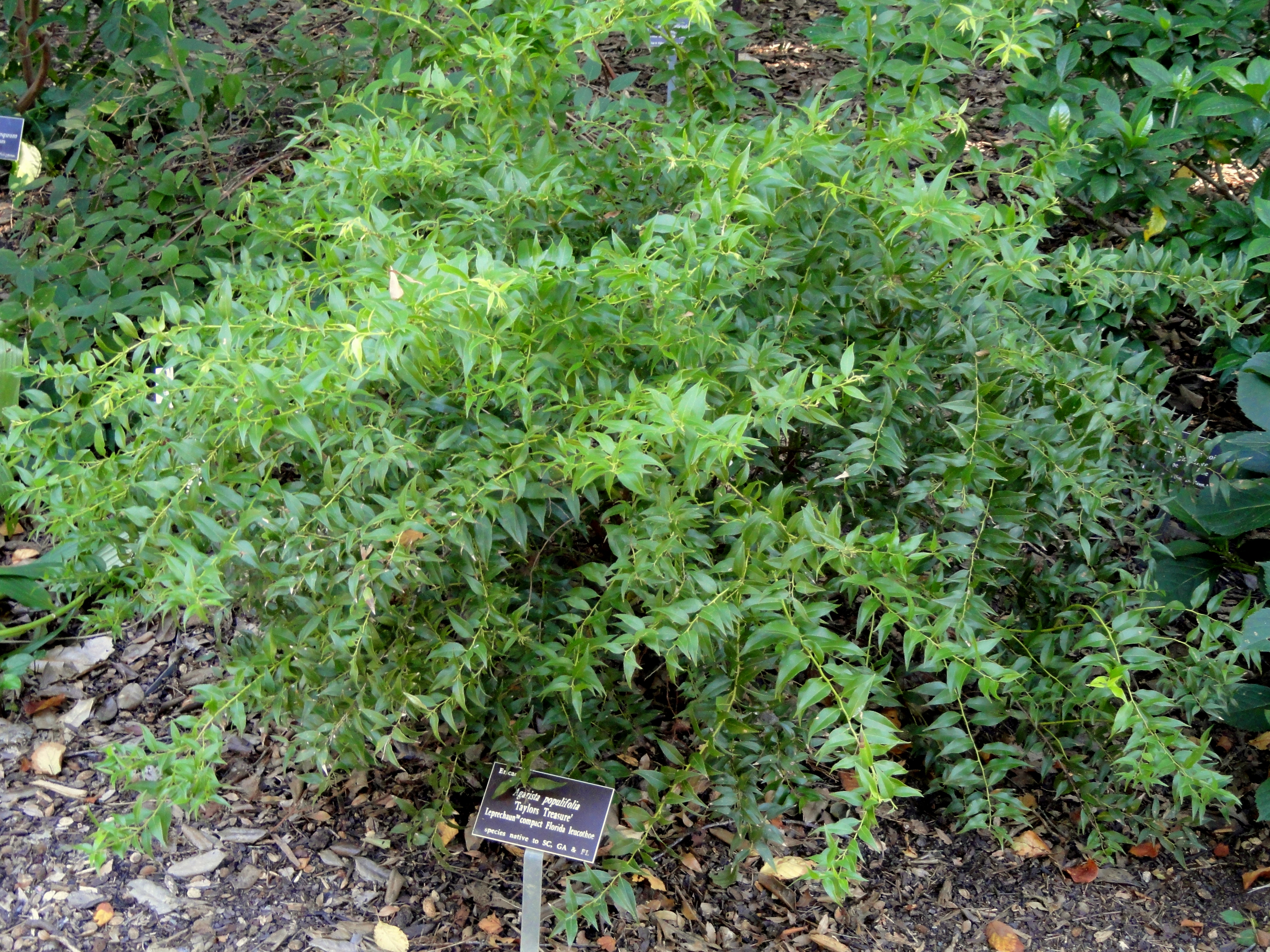
Severoamerický druh Agarista populifolia
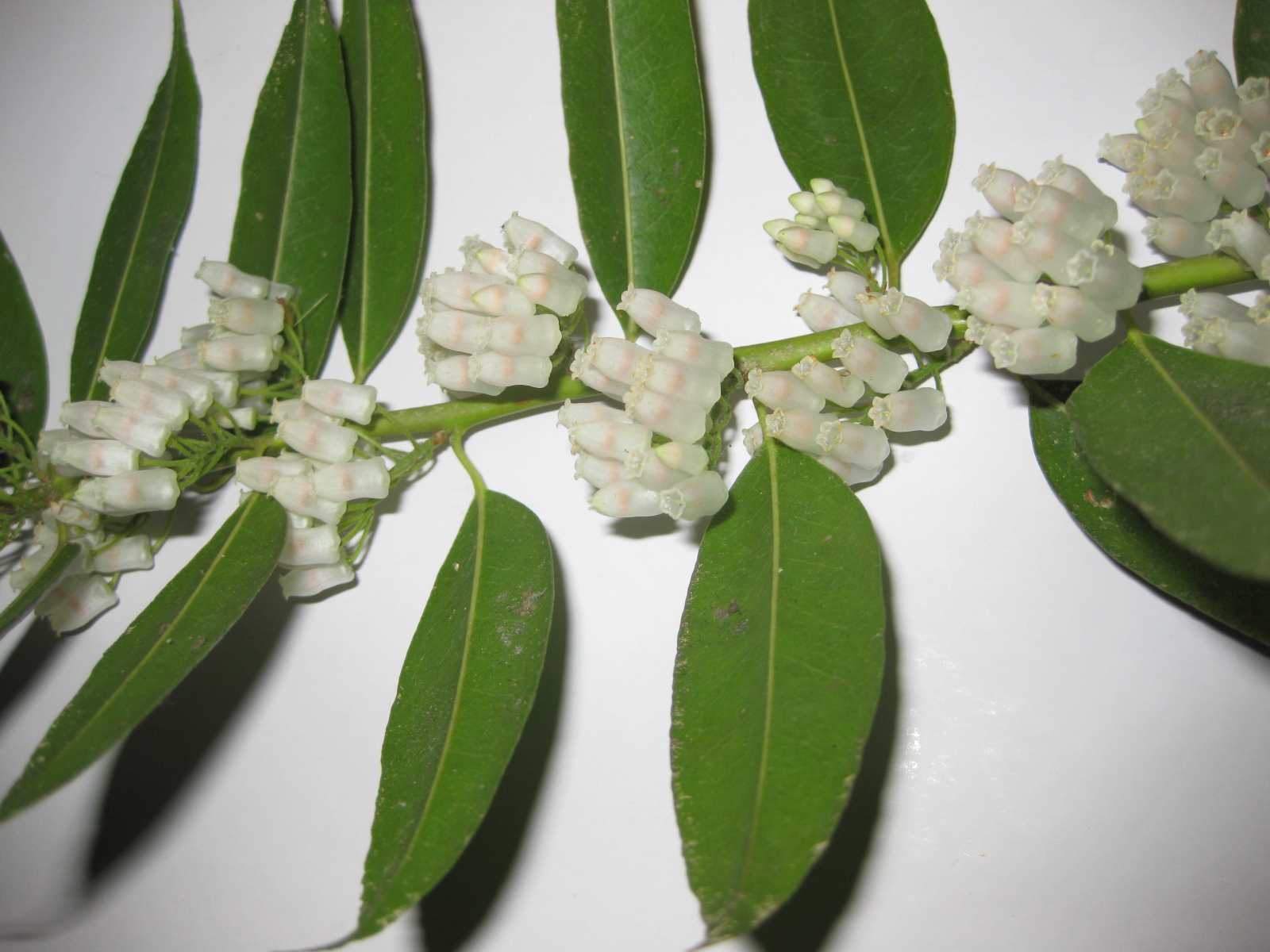
Kvetoucí větévka Agarista populifolia
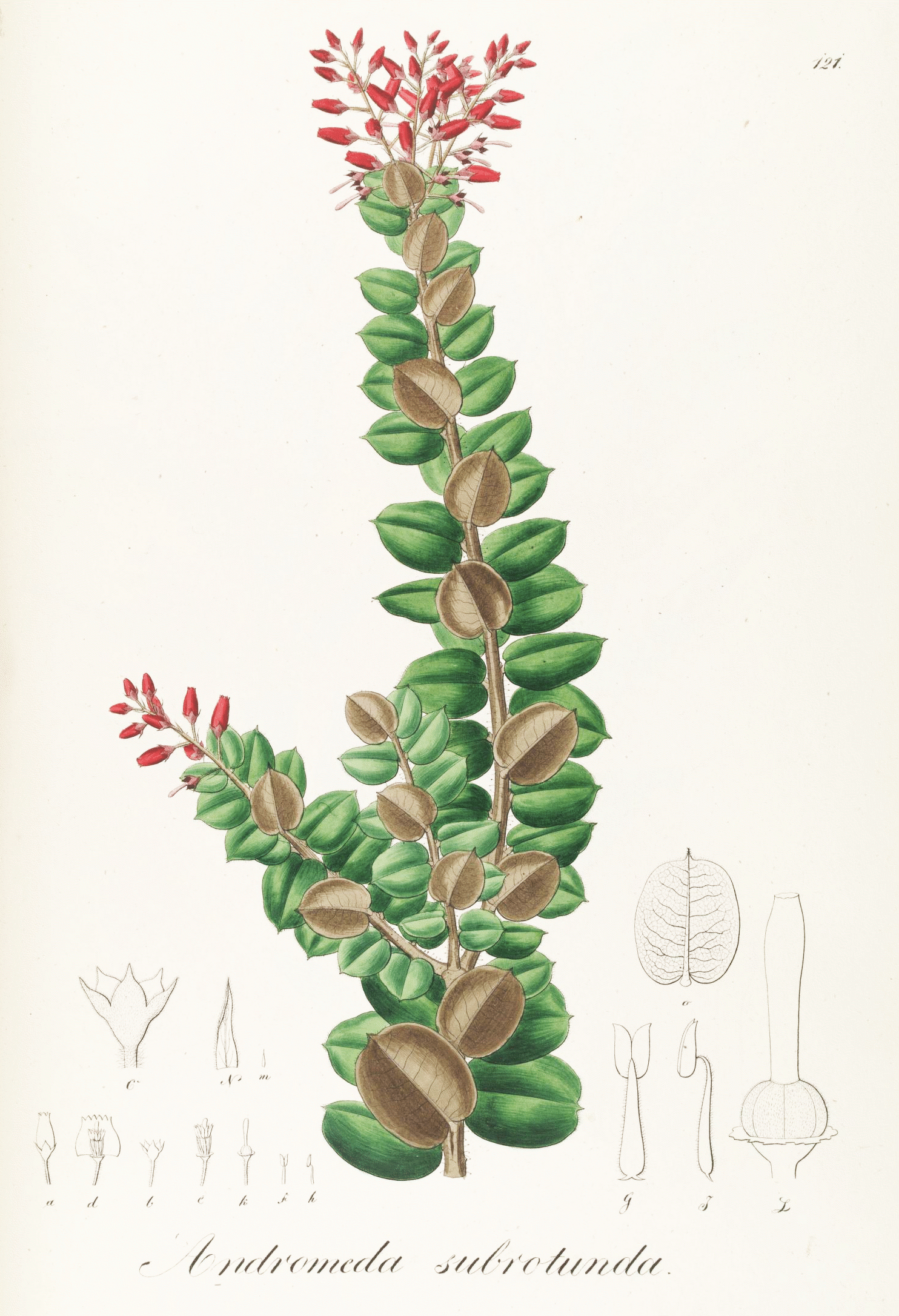
Kresba Agarista subrotunda

## Rozšíření
Rod zahrnuje asi 30 druhů. Je rozšířen v Americe od jihovýchodu USA po Argentinu. Nejvíc druhů roste v jihovýchodní Brazílii. Na Karibských ostrovech se nevyskytují. V USA se vyskytuje jediný druh, Agarista populifolia. V některých zdrojích jsou do rodu Agarista řazeny 2 druhy rodu Agauria, rozšířené v z africké oblasti (tropická Afrika, Madagaskar a Mauricius), čímž se areál rodu rozšiřuje.

## Zajímavosti
Agarista byla athénská šlechtična, dcera "tyrana" Kleisthéna ze Sicyonu, teta reformátora Kleisténa, manželka Megakla. Byl po ní také pojmenován také rod nočních motýlů z čeledi můrovití (Noctuidae).

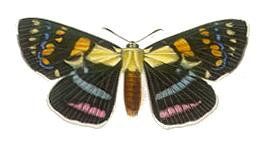
Můra Agarista picta

## Význam
Severoamerický druh A. populifolia je v teplejších oblastech světa občas pěstován jako okrasná rostlina. Rod není uváděn ze žádné české botanické zahrady.